# Ернст Мах
Ернст Мах (на немски: Ernst Mach) е австрийски физик и философ. Тъй като възгледите на Мах са предмет на обстойна критика в книгата на Ленин „Материализъм и емпириокритицизъм“, името му е било познато на всички, които са изучавали задължителния курс по марксистко-ленинска философия в Източния блок. На български език още през 20-те години на 20. век са издадени в брошури отделни работи на Мах.

## Биография
Роден е през 1838 г. в Хирлиц, днес част от град Бърно. Приват-доцент във Виенския университет (от 1861), професор по физика в Грац (от 1864), професор по физика (от 1867) и ректор (от 1879) на Университета „Карл-Фердинанд“ в Прага, професор в Германския университет в Прага (от 1882). Професор по философия във Виенския университет (1895—1901). Симпатизира на социалдемокрацията и взема участие в политическа дейност.
Популярен е преди всичко с назованото на него Число на Мах, което показва отношението на скоростта на дадено тяло към скоростта на звука в средата, в която то се движи. Освен във физиката той усилено работи и в сферата на философията. Като критикува схващанията на Нютон за абсолютно пространство и време, той изказва идеи, които стават ключови в теорията на относителността и са известни като „принцип на Мах“. Смятан е за един от най-влиятелните представители или дори за съосновател на течението Емпириокритицизъм. В психологията той е един от предшествениците на гещалт психологията.
Ернст Мах умира през 1916 година в Мюнхен.

## Най-значими трудове
- Einleitung in die Helmholtz′sche Musiktheorie, 1866
- Optisch-akustische Versuche, 1872
- Die Mechanik in ihrer Entwicklung, 1883
- Die Analyse der Empfindungen und das Verhältnis des Physischen zum Psychischen, 1886
- Die Principien der Wärmelehre, 1896, Nachdruck: Salzwasser-Verlag, ISBN 978-3-86444-540-8
- Populär-wissenschaftliche Vorlesungen, 1896
- Über Erscheinungen an fliegenden Projektilen, 1898
- Erkenntnis und Irrtum, 1905
- Die Prinzipien der physikalischen Optik, 1921